# Плато (департамент Беніну)
Плато́ (фр. Plateaux) — департамент Беніну. Знаходиться в Південній частині Беніну. Адміністративний центр — місто Сакете.

## Географія
Межує на сході з Нігерією, на півночі — з департаментом Коллінз, на заході — з департаментом Зу, на півдні і південному заході — з департаментом Веме.

## Адміністративний поділ

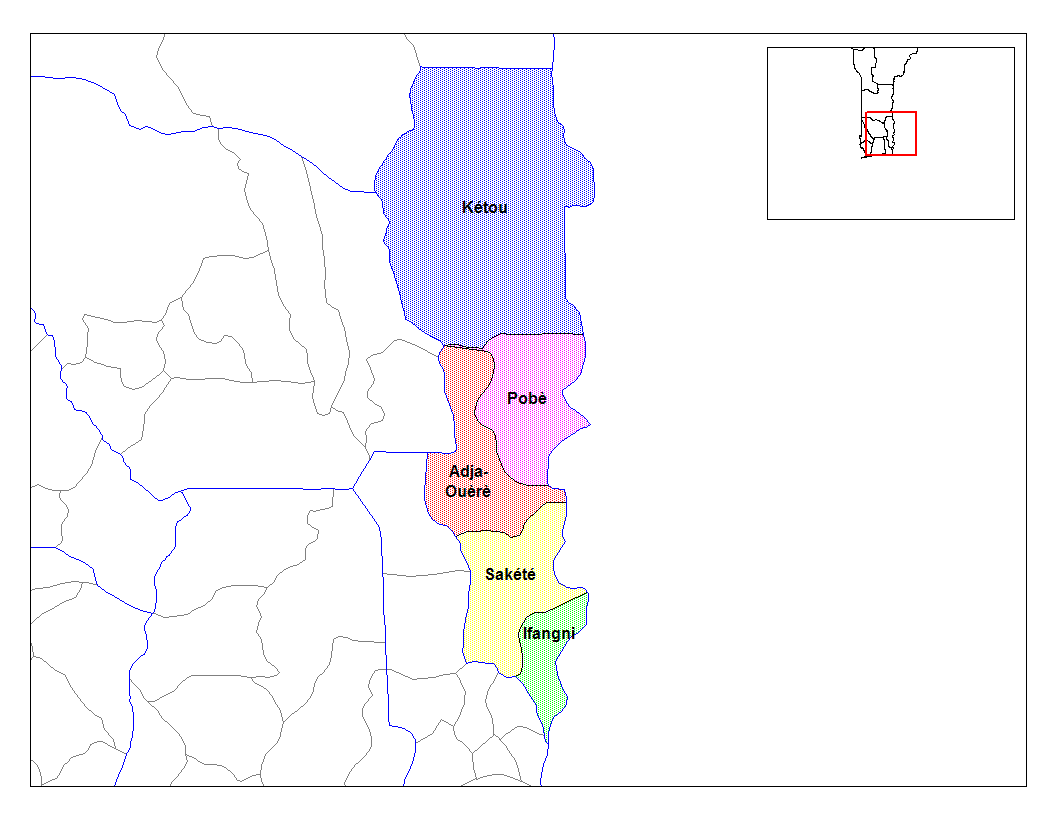
Комуни департаменту Плато.

Складається з 5 комун:
- Аджа-Уере (фр. Adja-Ouèrè)
- Іфанні (фр. Ifangni)
- Кету (фр. Kétou)
- Побе (фр. Pobè)
- Сакете (фр. Sakété)